# 松永尺五
松永 尺五（まつなが しゃくご（せきご）、文禄元年（1592年） - 明暦3年6月2日（1657年7月12日））は江戸時代の儒学者。京都出身。松永貞徳の子。名は昌三、字は遐年。
藤原惺窩の門人で、儒学程朱学派に属する。林羅山・那波活所・堀杏庵とともに窩門四天王の一人。
幕府や藩に対して仕官はせず、京都所司代板倉重宗の厚遇を受けて、京都に春秋館、講習堂、尺五堂といった私塾を設営し、多くの弟子を育成した。

## 主な著書
- 一切経抜萃
- 大海一滴
- 彝倫抄 -『日本思想大系28 藤原惺窩・林羅山』玉懸博之校注（岩波書店）に収録
- 五経集注首書
- 四書事文実録
- 古文後集首書
- 尺五先生全集

## 主な弟子
- 木下順庵
- 貝原益軒
- 安東省菴